# Admiraltejets Leningrad
Admiraltejets Leningrad (Russisch: ФК Адмиралтеец Ленинграда) was een voetbalclub uit Leningrad, Sovjet-Unie.

## Geschiedenis
De club werd opgericht in 1939 als Avangard Leningrad. Tussen 1947 en 1949 heette de club Soedostroitel. In 1957 werd de club kampioen in de tweede klasse en promoveerde naar de hoogste klasse, waar ze de naam Admiraltejets aannamen. De club eindigde op de laatste plaats en degradeerde meteen weer. Het volgende seizoen kon de club opnieuwe de promotie afdwingen, met één punt voorsprong op stadsrivaal Troedovye Rezervy. Bij de terugkeer eindigde de club tiende op 22 clubs. Het volgende seizoen werden ze veertiende. Aan het begin van 1962 werd de club ontbonden. De vrijgekomen plaats werd aan stadsgenoot Dinamo Leningrad gegeven.